# Richard Price (empresario)
Richard Price (c. 1982) es un empresario británico, fundador de la red social Academia.edu.

## Trayectoria
Price nació y se crio en Inglaterra y asistió a la Universidad de Oxford, donde estudió Filosofía, Política y Economía, consiguiendo los títulos PhB y PhD en Filosofía (2006). Fue galardonado con una beca del All Souls College en 2004. Durante su estancia en Oxford, fundó LiveOut, una base de datos para el alquiler de apartamentos y estudios para estudiantes de Oxford. En 2006, creó una aplicación de Facebook que permitía votar las fotos de tus amigos, aplicación que adoptó Facebook pocos meses después.
Tras graduarse en Oxford, Price se sintió frustrado por la tardanza en conseguir su trabajo revisado por pares y publicado, por lo que decidió crear una plataforma en la que los graduados, profesores y doctores pudieran publicar sus trabajos, con revisión de pares, y distribuir su obra. En 2007, la base de datos creada por Price en Londres recibió $600,000 dólares de varios fondos de capital riesgo, y se trasladó a San Francisco, California, donde lanzó oficialmente la web Academia.edu en septiembre de 2008.
En 2014, el sitio web tuvo más de 10 millones de usuarios registrados que ha subido más de 2.9 millones de documentos. En 2016, la compañía ha recaudado $17.7 millones de dólares en financiación.